# Roaring Forties
Roaring Forties è un album in studio del cantante britannico Peter Hammill, pubblicato nel 1994.

## Tracce
1. Sharply Unclear
2. The Gift Of Fire
3. You Can't Want What You Always Get
4. A Headlong Stretch
  - Up Ahead
  - Continental Drift
  - The Twelve
  - Long Light
  - Backwards Man
  - As You Were
  - Or So I Said
5. Your Tall Ship

## Formazione
- Peter Hammill - voce, chitarra, piano
- Nic Potter - basso
- Stuart Gordon - violino
- Simon Clarke - organo
- Manny Elias - batteria, percussioni
- David Jackson - sassofono, flauto